# Храбр (роман)
«Храбр» — книга Олега Дивова, вышедшая в 2007 году. В выходных данных обозначена как фантастический роман, однако это скорее две новеллы, объединённые общими героями, а фантастичность книги рецензент Мария Галина подвергает сомнению.

## Сюжет
Действие происходит в полуваряжской Киевской Руси. Главный герой — Илья Муромец — происходит из семьи варяжских беженцев, но при этом он ещё и полукровка: сын человеческой женщины и реликтового гоминида («снежного человека»). Обладая незаурядными личными достоинствами, он является одним из приближённых князя Владимира, воином княжеской дружины — «храбром» (приблизительно это означает древнерусское элитарное подразделение). Книга повествует о двух эпизодах из жизни Ильи Муромца: в первом эпизоде Илья и братья-Петровичи истребляют засевших на тракте волотов-людоедов — тоже реликтовых гоминидов, — а во втором, в конце княжения Владимира, Илья Муромец выполняет спецзадание, устраняя мятежного протоспафария Цулу, правителя Херсонеса, который пожелал отделиться от союзных с русами ромеев.

## Критика
Единственное фантастическое допущение в «Храбре» — наличие в Руси и на территории всей северной Европы реликтовых гоминидов («снежных людей»), которые притом способны скрещиваться с людьми, давая жизнеспособное потомство. Однако, по утверждению критика и кандидата биологических наук Марии Галиной, это трудно назвать фантастикой, поскольку способность к такой гибридизации «вроде бы уже серьёзно подтверждена наукой».
Как утверждает Мария Галина, в «Храбре» Дивов в очередной раз затрагивает свою излюбленную тему — исследование отношений внутри замкнутой элитарной «мужской» группы, в этот раз на примере дружины воинов-храбров. Однако основной предмет повествования в «Храбре» — пожалуй, «само государство Русь в эпоху его становления и расцвета». Книга Дивова — полноправное историческое повествование, использующее серьёзные источники и содержащее обширное авторское послесловие-комментарий, причём этот комментарий, по мнению Галиной, не менее увлекателен, чем сам роман. Благодаря такой бинокулярной конструкции книги читатель может разглядеть, как пишет Галина, «в дымке отдалённого прошлого процветающее, могучее государство, встроенное в геополитическую карту тогдашней Европы, энергичное и развивающееся. Ещё одна Россия, которую мы потеряли». Автор «Храбра» полагает, что Киевская Русь — государство, позволяющее каждому человеку реализовать свои лучшие качества.
По словам критика и литературоведа Михаила Назаренко, «Храбр» — эксперимент, причём осмысленный и удачный; он написан по-другому, чем предыдущие книги Дивова, хотя почерк Дивова и узнаётся. Илья Муромец (Ульф Урманин) — вполне дивовский герой: внешне страшен, внутри добр, работает на спецслужбу, конфликтует с начальством, обладает нешуточной харизмой. Но в «Храбре» нет характерного для других книг Дивова сентиментального ёрничанья, которое сменилось мягкой иронией автора и полной естественностью героя, от чего, по мнению Назаренко, текст выиграл: стал взрослее. Назаренко также пишет, что «Храбр» — не фэнтези, поскольку «заботливо привязан к исторической реальности», но и не историческая проза, поскольку «не создаёт ощущение иного, своего-но-чужого, знакомого-но-далекого. Дистанция есть — но нету качественного различия». По мнению Назаренко, жанр «Храбра» точнее можно обозначить как сказку или сказ.
Назаренко отмечает, что первая повесть «Храбра» знаменует конец древней эпохи и начало становления, безграничность возможностей; вторая повесть наполнена грустью — «что-то кончается, что-то начинается». Старый князь находится при смерти, его сыну Илья служить не собирается — остаётся только отправляться добывать для Руси Гроб Господень. Между временем действия первой и второй повести — лакуна, поэтому «Храбр» является скорее мини-циклом, чем полноценным романом, и для того, чтобы история обрела целостность, Дивову надо было бы написать срединные повести цикла.
Как указывает Назаренко, язык «Храбра» проработан тщательно, и именно поэтому «режут слух выпадающие из стиля слова, как, например, советизм „по большому счету“ — в авторской речи, но в пересказе мыслей Ильи».

## Премии
Книга получила премии «РосКон», 2007 («Серебряный РосКон» — 2-е место в номинации «Роман»), «Портал», 2007 (в номинации «Средняя форма»), «Мраморный фавн», 2006 (в номинации «Повесть»), «Итоги года» за 2006 год от журнала «Мир фантастики» (номинация «Книги» — «Лучшая необычная книга»).
Также «Храбр» был номинирован на премии «Итоги года» за 2006 год от журнала «Мир фантастики» (номинация «Книги» — «Лучшее отечественное фэнтези» и номинация «Книга года»), Бронзовая улитка, 2007 (номинация «Средняя форма»), «Интерпресскон», 2007 (номинация «Средняя форма (повесть)»), «Сигма-Ф», 2007 (номинация «Крупная форма, романы»), «Мечи», 2008 (номинация «Меч в камне»).